# Лауксанииды
Лауксанииды или мухи-лауксанииды, или перегнойницы (лат. Lauxaniidae) — небольшое семейство насекомых из надсемейства Lauxanioidea.

## Описание
Мухи жёлтой, бурой или чёрной окраски длиной тела от 2 до 6 мм. Хоботок короткий. Вибрисы обычно отсутствуют. Затеменные щетинки крупные сходящиеся или перекрещивающиеся. Глаза обычно без волосков. На орбитах как правило две щетинки. Крылья прозрачные, желтоватые или затемнённые, с рисунком из пятен и полос. Поперечных полос на крыльях, в отличие от пестрокрылок или платистоматид, обычно не бывает. На костальной жилке крыла разрывов нет и на ней имеются черные шипики. Передние голени ног могут нести гребень из коротких чёрных шипиков. Голени средних ног имеют от одной до трёх шпор. Самки от самцов отличаются строением стернитов брюшка, средних и задних ног.

## Биология
Предпочитаемыми местообитаниями имаго являются затененные и увлажнённые участки в лесах, реже встречаются на сухих и влажных лугах. Личинки развиваются разлагающихся субстратах: подстилке, в опавших листьях, под корой разлагающихся стволов деревьев, шишках. Ряд представителей являются обитателями навоза, грибов, гнёзд птиц и нор млекопитающих. Несколько видов являются фитофагами, развиваются в корнях, стеблях и листьях клевера, или образуют галлы в плодах фиалок и в филлокладиях кактусов из рода опунция.

## Классификация
В мировой фауне по разным оценкам от 1500 до 1800 видов из около 150 родов. В России около 100 видов. Близкими семействами являются Celyphidae и Chamaemyiidae. Согласно классификации предложенной Ричардом Фреем в 1941 году семейство разделено на три подсемейства Lauxaniinae, Minettinae и Homoneurinae. В классификации семейства Бриана Штукенберга по степени развития шипиков на костальной жилке крыла семейство разделено на два подсемейства Lauxaniinae и Homoneurinae. В 2010 году обосновали включение в состав семейства Lauxaniidae подсемейства Eurychoromyiinae, которое рассматривалось до этого разными авторами в составе семейств Lauxaniidae, Sciomyzidae, Sepsidae или выделялось в самостоятельное семейство.
- Подсемейство Eurychoromyiinae[8][9]
  - Choryeuromyia Gaimari & Silva, 2010
  - Eurychoromyia Hendel, 1910
  - Euryhendelimyia Gaimari & Silva, 2010
  - Eurystratiomyia Gaimari & Silva, 2010
  - Exalla Gaimari, 2011
  - Physegeniopsis Gaimari & Silva, 2010
  - Roryeuchomyia Gaimari & Silva, 2010
  - Tauridion Papp & Silva 1995

- Подсемейство Homoneurinae[10]
  - Australinina Strand, 1928
  - Celyphohomoneura Papp et Kim, 1996
  - Cephaloconus Walker, 1861
  - Dioides Kertész, 1915
  - Eucyclosis Bezzi, 1928
  - Euprosopomyia Malloch, 1929
  - Evertomyia Gaimari, 2004
  - Homoneura van der Wulp, 1891
  - Longifrons Kim, 1994
  - Noeetomima Enderlein, 1937
  - Procestrotus Stuckenberg, 1971
  - Tanyura Kim, 1994
  - Teratocranum Kertész, 1899
  - Trypetisoma Malloch, 1924
  - Wawu Evenhuis in Evenhuis et Okadome, 1989
  - Xenohomoneura Malloch, 1927

- Подсемейство Lauxaniinae[11]
  - Amblada Walker, 1860
  - Aulogastromyia Hendel, 1925
  - Calliopum Strand, 1928
  - Camptoprosopella Hendel, 1907
  - Celypholauxania Hendel, 1914
  - Ceratolauxania Hendel, 1925
  - Cnemacantha Macquart, 1835
  - Deceia Malloch, 1923
  - Depressa Malloch, 1926
  - Deutominettia Hendel, 1925
  - Diplochasma Knab, 1914
  - Drepanephora Loew, 1869
  - Eusapromyza Malloch, 1923
  - Incurviseta Malloch, 1925
  - Lauxania Latreille, 1804
  - Luzonomyza Malloch, 1929
  - Mallochomyza Hendel, 1925
  - Meiosimyza Hendel, 1925
  - Melanina Malloch, 1927
  - Melanomyza Malloch, 1923
  - Mettinia Stuckenberg, 1971
  - Minettia Robineau-Desvoidy, 1830
  - Neodeceia Malloch, 1924
  - Neogriphoneura Malloch, 1924
  - Neoparoecus Özdikmen  et Merz, 2006
  - Neotrigonometopus Malloch, 1929
  - Oncodometopus Shewell, 1986
  - Pachycerina Macquart, 1835
  - Pachyopella Shewell, 1986
  - Paranomina Hendel, 1907
  - Parapachycerina Stuckenberg, 1971
  - Physoclypeus Hendel, 1907
  - Poecilohetaerus Hendel, 1907
  - Poecilolycia Shewell, 1986
  - Poecilominettia Hendel, 1932
  - Prochaetopsis Malloch, 1932
  - Pseudocalliope Malloch, 1928
  - Pseudolyciella Shatalkin, 2000
  - Rhagadolyra Hendel, 1907
  - Sapromyza Fallen, 1810                    
  - Sapromyzosoma Lioy, 1864
  - Steganolauxania Frey, 1919
  - Steganopsis De Meijere, 1909
  - Tricholauxania Hendel, 1925
  - Trigonometopsis Malloch, 1925
  - Trigonometopus Macquart, 1835
  - Trisapromyza Shewell, 1986
  - Trivialia Malloch, 1923
  - Xeniconeura Shewell, 1986
  - Xenochaetina Malloch, 1923
  - Xenopterella Malloch, 1926

## Распространение
Встречаются всех континентах кроме Антарктиды. Самое высокое видовое разнообразие отмечено в тропиках Старого и Нового Света (за исключением Афротропики), по направлению к регионам с умеренным климатом разнообразие сильно снижается.

## Палеонтология
Ископаемые представители известны из балтийского янтаря, отложений миоцена в штате Колорадо (США) и четвертичный периода в Британской Колумбии (Канада).